# 高阪喜久
高阪 喜久（こうさか よしひさ、1958年12月27日 - ）は愛知県出身のプロゴルファー。

## 来歴
14歳からゴルフを始め、中川商業高校卒業後の1981年にプロ入り。
1985年と1991年には三重県オープン、1987年には岐阜県オープンで松井利樹・豊田明夫を抑えて優勝し、1988年のテーラーメイド瀬戸内海オープンでは甲斐俊光と並んでの5位タイに入る。
中部オープンでは1987年に出口栄太郎・伊藤正己・塩田昌宏・石井裕士・中村忠夫・時田陽充に次ぐと同時に山本昭一・内田繁と並んでの7位タイ、1990年には3位に入った。
1990年の富山県オープンでは三上法夫・嘉松望・森下正美・池田富茂・野口裕樹夫に次ぐ6位に入り、1998年の東海クラシックを最後にレギュラーツアーから引退。

## 主な優勝
- 1985年 - 三重県オープン
- 1987年 - 岐阜県オープン
- 1991年 - 三重県オープン